# Cantone di Ault
Il Cantone di Ault era una divisione amministrativa dell'arrondissement di Abbeville.
È stato soppresso a seguito della riforma complessiva dei cantoni del 2014, che è entrata in vigore con le elezioni dipartimentali del 2015.
Comprendeva i comuni di:
- Allenay
- Ault
- Béthencourt-sur-Mer
- Friaucourt
- Méneslies
- Mers-les-Bains
- Oust-Marest
- Saint-Quentin-la-Motte-Croix-au-Bailly
- Woignarue
- Yzengremer